# Jus exclusivae
Jus exclusivae (с лат. — «исключительное право», иногда его называют папским вето) — право, востребованное некоторыми католическими монархами Европы, ветировать кандидата на папский престол. Французский монарх, испанский монарх и император Священной Римской империи (впоследствии ставший императором Австрии) неоднократно заявляли об этом праве, сообщая Конклаву через кардинала короны, что монарх считает конкретного кандидата на папский престол нежелательным.

## Ранняя история
Право, которым пользовались византийские императоры и императоры Священной Римской империи, чтобы подтвердить избрание Папы римского, которое в последний раз осуществлялось в Раннем Средневековье, представляется не связанным с юридическим требованием jus exclusivae в XVII веке, когда трактаты в защиту этого права впервые появляются. Испания, которая в то время управляла большей частью Италии, выдвинула требование в 1605 году и снова в 1644 году на Конклаве, который избрал кардинала Джованни Баттиста Памфили (который стал Папой Иннокентием X), чтобы допустить избрание кардинала Джулио Чезаре Саккетти.

## Право вето утверждённые с 1644 года
- Конклав 1644 года — Джулио Чезаре Саккетти, Филипп IV Испанский[1];
- Конклав 1655 года — Джулио Чезаре Саккетти, Филипп IV Испанский[1];
- Конклав 1669—1670 годов — Бенедетто Одескальки, Людовик XIV Французский[1][прим. 1].
- Конклав 1700 года — Галеаццо Марескотти, Людовик XIV Французский[1];
- Конклав 1721 года — Фабрицио Паолуччи, император Карл VI и Франческо Пиньятелли старший, Филипп V Испанский;
- Конклав 1730 года — Джузеппе Ренато Империали, Филипп V Испанский[2];
- Конклав 1758 года — Карло Альберто Гвидобоно Кавалькини, Людовик XV Французский[3];
- Конклав 1774—1775 годов — Джованни Карло Боски, Бурбонские дворы[1];
- Конклав 1823 года — Антонио Габриэле Североли, Франц I Австрийский[4][5];
- Конклав 1830—1831 годов — Джакомо Джустиниани, Фердинанд VII Испанский[5][6];
- Конклав 1903 года — Мариано Рамполла дель Тиндаро, Франц-Иосиф I Австро-венгрийский[7][8];

На Конклаве 1846 года австрийский канцлер Клеменс фон Меттерних передал вето Австрии на кардинала Джованни Марии Мастай-Ферретти архиепископу Милана кардиналу Карлу Каэтану Гайсруку, который прибыл на Конклав слишком поздно.

## Папское отношение к jus exclusivae

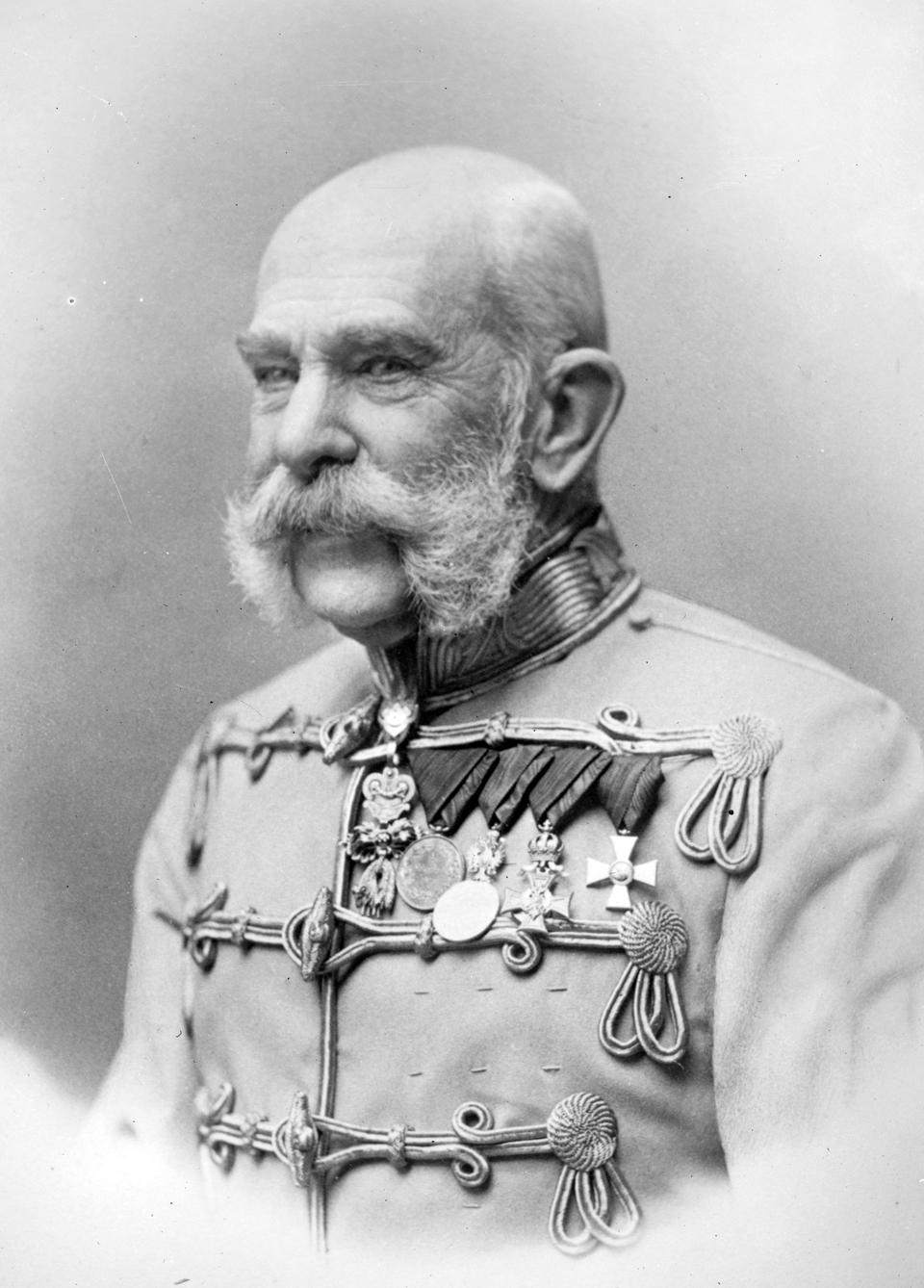
Император Австро-Венгрии Франц Иосиф I был последним монархом, пытавшимся осуществить jus exclusivae.

Папство официально никогда не признавало этого права, хотя Конклавы считали целесообразным признать светские претензии против некоторых папабилей, то есть кандидатов на папский престол, и принять светское вмешательство как неизбежное злоупотребление. Папской буллой In eligendis от 9 октября 1562 года Папа Пий IV приказал кардиналам избрать Папу без всякого почтительного отношения к какой-либо светской власти. Буллой Aeterni Patris Filius от 15 ноября 1621 года запрещала кардиналам сговариваться, чтобы исключить любого кандидата. Однако, эти заявления не осуждали конкретно jus exclusivae. В апостольской конституции In hac sublimi от 23 августа 1871 года Папа Пий IX запретил любое светское вмешательство в папские выборы.
Самая последняя попытка наложить право вето на кардинала Рамполлу в 1903 году была отвергнута Конклавом, хотя в течение нескольких туров голосования Рамполла, который был ведущим кандидатом, терял поддержку до тех пор, пока Конклав не избрал кардинала Сарто — Святого Пия X. В следующем году Пий X запретил jus exclusivae Апостольской конституции Commissum Nobis от 20 января 1904 года:
А потому в силу святого послушания, под угрозой Божьего суда и страдания отлучения latae sententiae... мы запрещаем кардиналам Святой Римской Церкви, всем и каждому, а также секретарю Священной Коллегии кардиналов и всем остальным, кто принимает участие в Конклаве, чтобы даже в форме простого пожелания получить возможность предлагать вето любым способом, письменно или устно... И мы хотим, чтобы этот запрет был распространён... на все ходатайства и т.д.... с помощью которых миряне пытаются вмешаться в избрание понтифика... Пусть никто не нарушает этого нашего запрета... под страхом навлечь на себя гнев Всевышнего Бога и Его Апостолов Святых Петра и Павла.
С тех пор кардиналам на Конклаве было предписано принять эту клятву: «Мы никогда, ни при каких обстоятельствах, не будем, ни под каким предлогом, ни от какой-либо гражданской власти предлагать право вето даже в форме простого желания... и мы никогда не будем отдавать предпочтение какому-либо вмешательству, заступничеству или какому-либо другому способу власти мирян любого ранга или порядка, которые каким-либо образом могут захотеть вмешаться в избрание понтифика».
С 1903 года никакая власть открыто не пыталась осуществить это право. Франция стала республикой в 1870 году. После Первой мировой войны не было ни Германской империи, ни Австро-венгерской империи. Испания стала республикой и, в конечном счёте, конституционной монархией. В период Конклава 1963 года генералиссимус Франсиско Франко предпринял неудачную попытку заблокировать избрание кардинала Джованни Монтини. Он послал Коллегии кардиналов несколько «советов» через испанского кардинала Аркадио Ларраона Саралеги, который был тогда префектом Священной Конгрегации обрядов. Они были тщательно разработаны, чтобы не выйти за рамки форм влияния, запрещённых Пием X, но кардиналы, тем не менее, посчитали это возмутительным. .